# Zisis Babanasis
Zisis Babanasis (* 3. srpna 1964) je bývalý řecký sportovní šermíř, který se specializoval na šerm šavlí. Řecko reprezentoval v osmdesátých a devadesátých letech. Na olympijských hrách startoval v roce 1984 a 1992 v soutěži jednotlivců. V roce 1991 obsadil třetí místo na mistrovství Evropy v soutěži jednotlivců.